# Josip Šimunić
Josip Šimunić (Canberra, Australia, 18 de febrero de 1978) es un exfutbolista croata nacido en Australia. Jugaba de defensa central y su último equipo fue el Dinamo Zagreb de la Prva HNL de Croacia. Además, fue internacional con la selección de fútbol de Croacia.

## Selección nacional
Ha sido internacional con la Selección de fútbol de Croacia, jugando 105 partidos internacionales y anotando tres goles.
En 2006, durante el partido del Mundial de fútbol de la FIFA 2006 que él y su selección disputaron contra Australia, ocurrió un hecho insólito. El árbitro Graham Poll le mostró a Šimunić tres veces la tarjeta amarilla, no expulsándolo a la segunda tarjeta mostrada debido a que lo confundió con el jugador del mismo número de dorsal del otro equipo, Craig Moore. Terminaría viendo la tarjeta roja en la tercera amonestación, sin embargo.
En 2013 fue castigado por la FIFA con 10 partidos oficiales por hacer un saludo nazi, por lo cual se perdió el Mundial 2014 que se disputó en Brasil siendo la primera baja del torneo.

## Participaciones en Copas del Mundo
| Mundial                        | Sede                | Resultado    |
| ------------------------------ | ------------------- | ------------ |
| Copa Mundial de Fútbol de 2002 | Corea del Sur Japón | Primera fase |
| Copa Mundial de Fútbol de 2006 | Alemania            | Primera fase |

## Clubes
| Club              | País      | Año       |
| ----------------- | --------- | --------- |
| Melbourne Knights | Australia | 1995-1998 |
| Hamburgo          | Alemania  | 1998-1999 |
| Hertha Berlín     | Alemania  | 2000-2009 |
| Hoffenheim        | Alemania  | 2009-2011 |
| Dinamo Zagreb     | Croacia   | 2011-2014 |